# Kiipsaare fyr
Kiipsaare fyr var en 25 meter hög fyr vid Hares i Vilsandi nationalpark, Estland.
Fyren byggdes av armerad betong 1933 för att varna sjöfarare på Östersjön för farorna i närheten av halvön samt att hjälpa till vid navigering. Vid den tiden stod fyren mellan 100 och 150 meter in på land, men på grund av erosionen ligger den sedan början av 1990-talet ute i havet. Eftersom underhållet av grunden varit eftersatt har fyren börjat att luta. Detta innebar att generatorn togs bort 1992 och fyren fick tjäna som båk fram till 2009.